# Megaceros flavens
Megaceros flavens là một loài rêu trong họ Dendrocerotaceae. Loài này được Spruce Stephani mô tả khoa học đầu tiên năm 1916.